# Pfarramtliche Verbindung
Pfarramtliche Verbindung bezeichnet in der Evangelischen Kirche eine Sonderform der pastoralen Versorgung, bei der ein Pfarrer  für mehrere Kirchengemeinden zuständig ist.
In früheren Jahrhunderten war es bereits gängige Praxis, dass eine kleinere Gemeinde, die alleine eine Pfarrstelle nicht hätte tragen können, vom Pfarrer einer größeren Gemeinde mitversorgt wurde. Man sprach in diesen Fällen in der Regel von Filialgemeinden. Viele dieser Konstrukte sind heute in sogenannte Pfarramtliche Verbindungen umgewandelt. Dabei sind die einzelnen Gemeinden rechtlich völlig selbständig und unabhängig voneinander, es gibt also keine Hierarchien unter den Gemeinden. Die Begriffe für die Gemeinschaft der verbundenen Kirchengemeinden sind in den verschiedenen deutschen Landeskirchen unterschiedlich; z. B. Kirchspiel (Evangelisch-Lutherische Kirche in Norddeutschland, Evangelisch-Lutherische Landeskirche Sachsens), Pfarrsprengel (Evangelische Kirche Berlin-Brandenburg-schlesische Oberlausitz), Kirchengemeindeverband (Evangelische Kirche in Mitteldeutschland, Evangelisch-lutherische Landeskirche in Braunschweig), Pfarrverband (ebenfalls Evangelisch-lutherische Landeskirche in Braunschweig); in einigen Schweizer Kantonalkirchen wird die Bezeichnung Pastorationsgemeinschaft benutzt. Der Pfarrstelleninhaber gilt als Pfarrer jeder einzelnen beteiligten Gemeinde. Die Pfarrwahl ist von den Kirchengemeindeleitungen gemeinsam oder von einem hierzu gebildeten Kirchengemeindeverbandsvorstand zu vollziehen.
Für pfarramtlich verbundene Gemeinden gibt es einige besondere Bestimmungen. In der Evangelischen Kirche im Rheinland sieht die Kirchenordnung etwa vor, dass jede Kirchengemeinde so viele „Laien“ in die Kreissynode zu entsenden hat, wie sie Pfarrstellen hat, mit der Folge, dass bei pfarramtlich verbundenen Gemeinden jede einzelne Gemeinde mindestens einen Abgeordneten entsendet, wodurch häufig den kleineren Kirchengemeinden in der Synode ein recht hohes Gewicht zukommt. Sofern ein Ehepaar sich eine Pfarrstelle teilt, gilt hier die Sonderregelung, dass nur einer der beiden vollwertiges Mitglied des Presbyteriums ist, der andere an den Sitzungen nur beratend teilnimmt, wobei dies für alle verbundenen Gemeinden gilt; es ist also nicht möglich, dass einer der Ehepartner „Vollmitglied“ in einem Presbyterium und der andere in einem anderen Presbyterium ist. Rechtliche Lücken gibt es in den (überaus seltenen) Fällen, in denen die pfarramtliche Verbindung über mehr als eine Pfarrstelle hergestellt wird. Hier ist dann zum Beispiel nicht klar geregelt, wie viele Synodalabgeordnete jede beteiligte Gemeinde zu entsenden hat.